# Großsteingrab Westenesch
Das Großsteingrab Westenesch ist eine megalithische Grabanlage der jungsteinzeitlichen Westgruppe der Trichterbecherkultur bei Westenesch, einer Bauerschaft der Gemeinde Emmen in der niederländischen Provinz Drenthe. Es trägt die Van-Giffen-Nummer D44.

## Lage
Das Grab befindet sich am nördlichen Ortsrand von Westenesch am Schietbaanweg. Es ist das einzige Großsteingrab in den Niederlanden, das auf einem Privatgrundstück steht. In der näheren Umgebung gibt es zahlreiche weitere Großsteingräber. 940 m nördlich befindet sich das Großsteingrab Westenesch-Noord (D42), 1,2 km ostnordöstlich das Großsteingrab Emmen-Schimmeres (D43), 1,6 km nordöstlich das Großsteingrab Emmen-Noord (D41), 2,5 km östlich das Großsteingrab Emmerdennen (D45) und 2,8 km nordnordöstlich die drei Großsteingräber bei Emmerveld (D38–D40).

## Forschungsgeschichte

### 19. Jahrhundert
Leonhardt Johannes Friedrich Janssen, Kurator der Sammlung niederländischer Altertümer im Rijksmuseum van Oudheden in Leiden, besuchte 1847 einen Großteil der noch erhaltenen Großsteingräber der Niederlande, darunter auch das Grab von Westenesch, und publizierte im folgenden Jahr das erste Überblickswerk mit Baubeschreibungen und schematischen Plänen der Gräber. Janssens Publikation stellt zugleich die erste Beschreibung der Anlage dar. Janssens Nachfolger Willem Pleyte unternahm 1874 zusammen mit dem Fotografen Jan Goedeljee eine Reise durch Drenthe und ließ dort erstmals alle Großsteingräber systematisch fotografieren. Auf Grundlage dieser Fotos fertigte er Lithografien an. Conrad Leemans, Direktor des Rijksmuseums, unternahm 1877 unabhängig von Pleyte eine Reise nach Drenthe. Jan Ernst Henric Hooft van Iddekinge, der zuvor schon mit Pleyte dort gewesen war, fertigte für Leemans Pläne der Großsteingräber an. Leemans’ Bericht blieb allerdings unpubliziert. 1878 erfolgte eine Dokumentation durch William Collings Lukis und Henry Dryden, die auf Anregung von Augustus Wollaston Franks die Provinz Drenthe bereisten und dabei sehr genaue Grundriss- und Schnittzeichnungen von 40 Großsteingräbern anfertigten.

### 20. und 21. Jahrhundert
Zwischen 1904 und 1906 dokumentierte der Mediziner und Amateurarchäologe Willem Johannes de Wilde alle noch erhaltenen Großsteingräber der Niederlande durch genaue Pläne, Fotografien und ausführliche Baubeschreibungen. Seine Aufzeichnungen zum Grab von Westenesch sind allerdings verloren gegangen. 1918 dokumentierte Albert Egges van Giffen die Anlage für seinen Atlas der niederländischen Großsteingräber. 1961 führte van Giffen eine kleinere archäologische Untersuchung und eine anschließende Restaurierung durch. Seit 1983 ist die Anlage ein Nationaldenkmal (Rijksmonument). 2017 wurde die Anlage zusammen mit den anderen noch erhaltenen Großsteingräbern der Niederlande in einem Projekt der Provinz Drente und der Reichsuniversität Groningen von der Stiftung Gratama mittels Photogrammetrie in einem 3D-Atlas erfasst.

## Beschreibung
Die Anlage ist so stark zerstört, dass sich ihr ursprüngliches Aussehen nicht mehr rekonstruieren lässt. Im Osten sind noch zwei Wandsteine, ein angrenzender Abschlussstein und ein darauf ruhender Deckstein vorhanden. Westlich davon steht ein weiterer Wandstein, der eine Reihe von Keillöchern aufweist. Ein vierter Wandstein, den van Giffen 1918 noch aufnehmen konnte, scheint mittlerweile verschwunden zu sein. Orientierung und Maße der ursprünglichen Anlage sowie der genaue Grabtyp lassen sich nicht mehr bestimmen. Auch van Giffens Grabung im Jahr 1961 konnte hierüber keine Erkenntnisse erbringen.